# 帕尼姆尼城堡
55°05′56″N 22°59′10″E / 55.099°N 22.986°E
帕尼姆尼城堡是立陶宛的一座城堡建築，位於尤爾巴爾卡斯區的尼曼河右岸。這座城堡修建於17世紀初期，建設用途並非軍事目的而是貴族住宅。這座城堡也是立陶宛最美麗的文藝復興式建築之一。

## 外部連結

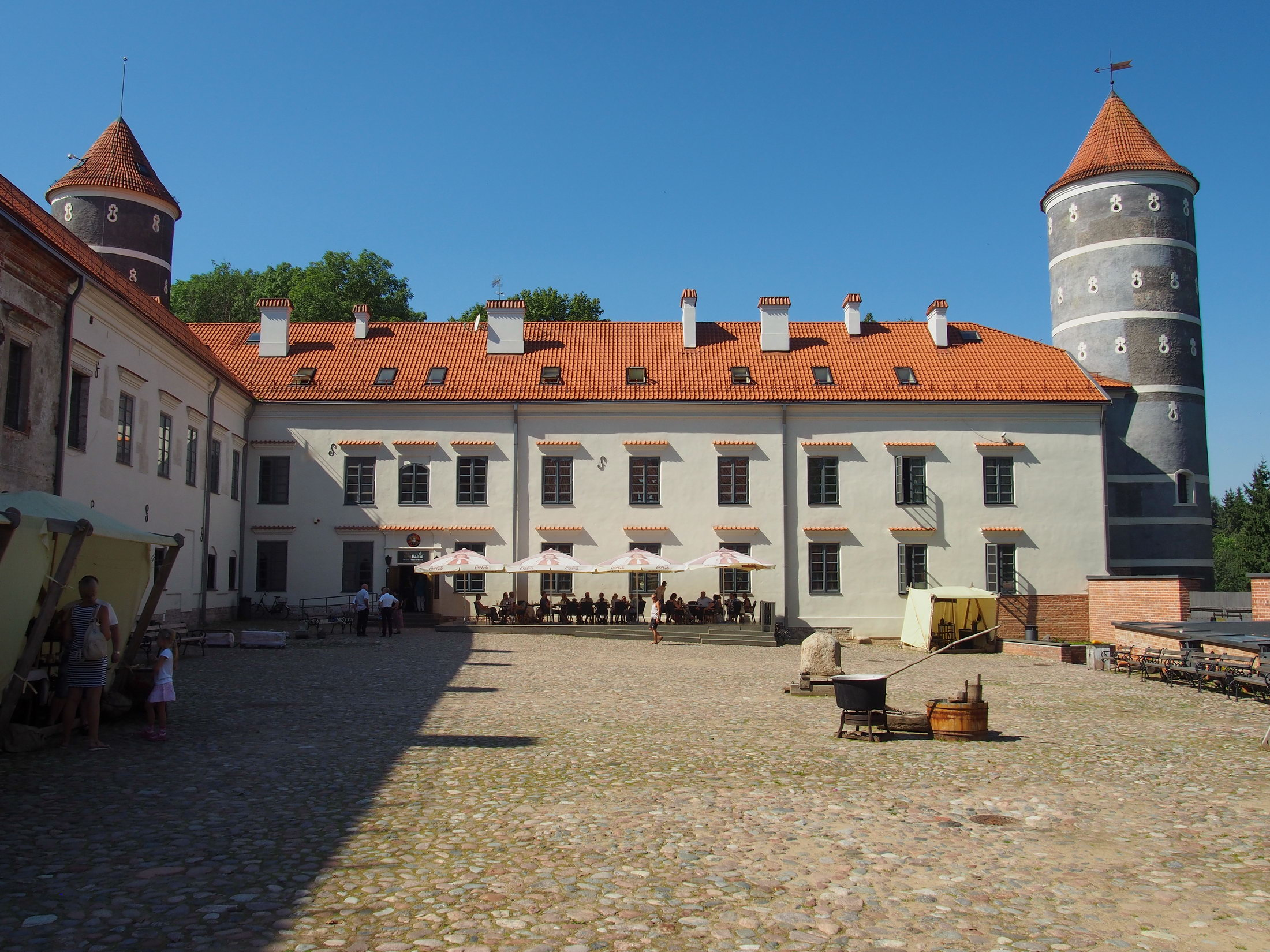
帕尼姆尼城堡

- Panemunės pilis（立陶宛文）
- Interior（立陶宛文）